# Benigno Aquino, Sr.
Benigno Simeon Aquino, Sr., född den 3 september 1894, död den 20 december 1947, var en filippinsk politiker. Han var far till senator Benigno Aquino, Jr.
Aquino var son till den filippinske revolutionsgeneralen Servillano "Mianong" Aquino. Han blev invald i senaten 1928, efter att ha suttit i representanthuset sedan 1919. Han lämnade senaten redan 1934, men under den kortvariga andra filippinska republiken, som stod under beskydd av den japanska ockupationsmakten, var han talman i filippinska nationalförsamlingen.